# 石田善佐
石田 善佐（いしだ ぜんさ、1893年（明治26年）8月17日 - 1947年（昭和22年）9月8日）は、日本の衆議院議員。ジャーナリスト。

## 経歴
新潟県東頸城郡顕聖寺村（現在の上越市浦川原区）出身。1917年（大正6年）、早稲田大学政治経済科を卒業。高田日報社主筆、高田時事新報社社長、高田毎日新聞社社長、上越新聞社顧問を歴任。高田市会議員、新潟県会議員に選ばれた。
1942年（昭和17年）、第21回衆議院議員総選挙に翼賛政治体制協議会の推薦を受け出馬し、当選を果たした。戦後は日本進歩党の結成に参加するが、公職追放を受ける。追放中の1947年（昭和22年）、死去。

## 著書
- 『狸の皮』（1925年、高田日報社）
- 『雪に生活する』(1936年、高田毎日新聞社)